# ¿Quién es el Señor López?
¿Quién es el Señor López? (em português, Quem é o Sr. Lopez?) é um filme de 2006, feito para a televisão em formato DVD pelo diretor de cinema mexicano Luis Mandoki. É um documental político sobre o candidato presidencial Andrés Manuel López Obrador e as eleições gerais do México em 2006.

## Documental emvideo stream
O filme foi liberado por Luis Mandoki como copyleft e pode ser copiado e distribuido livremente .
- «Orígenes»
- «Paraje San Juan»
- «Video Escándalo 1»
- «Video Escándalo 2»
- «Desafuero: Antecedentes El Encino»
- «Desafuero: 7 de abril día del Desafuero»
- «Desafuero: Resistencia Civil»
- «Desafuero: Marcha del Silencio»
- «Desafuero:Conclusiones»
- «El mito del Dragón»
- «Austeridad Republicana»
- «ONE Shot»
- «Populismo»
- «Foxilandia»
- «FOBAPROA»
- «FOBAPROA2»